# 坂出警察署
坂出警察署（さかいでけいさつしょ）は、香川県警察が管轄する警察署の一つである。

## 概要
管内の2009年刑法犯認知件数は1157件で人口1000人当たりに換算すると15.42件である。この数字は香川県下の警察署で最悪であり、管内は人口の割りに治安が悪い。

### 所在地
- 香川県坂出市江尻町1204番地1

### 管轄区域
人口66,130人、面積100.56km²、人口密度658人/km²。（2025年4月1日、推計人口）
- 坂出市
- 綾歌郡宇多津町

## 沿革
- 2005年（平成17年）3月22日：旧・丸亀市と綾歌郡綾歌町、飯山町が新設合併し、丸亀市となったため、管轄市町村数が、1市3町から2市2町となった。
- 2006年（平成18年）1月10日：管内の綾歌郡国分寺町が、高松市に編入合併され、管轄市町村数は3市1町になった。
- 2006年（平成18年）4月1日：管轄していた高松市国分寺町の区域を高松西警察署（同日付で綾南警察署から改名）の管轄区域に、丸亀市飯山町の区域を丸亀警察署の管轄区域に移管し、管轄市町村数は1市1町になった。
- 2022年（令和4年）9月26日 - 新庁舎供用開始。

## 組織
- 警務課
  - 警務係
- 留置管理課
  - 留置管理(第一係・第二係)
- 会計課
  - 会計係
- 生活安全課
  - 生活安全係
  - 捜査・少年係
  - 警察安全相談係
- 地域課
  - 地域係
- 刑事課
  - 統計係
  - 強行犯係
  - 盗犯係
  - 知能犯係
  - 組織犯罪対策係
  - 鑑識係
- 交通課
  - 指導係
  - 規制係
  - 交通捜査係
- 警備課
  - 警備(第一係・第ニ係)、災害対策係

## 交番
（ ）の中は所在地
- 坂出駅前交番（坂出市元町1丁目1番1号）
- 宇多津交番（綾歌郡宇多津町浜五番丁215番地2）

## 駐在所
（ ）の中は所在地
- 松山駐在所（坂出市高屋町1089番地2）
- 府中駐在所（坂出市府中町1141番地1）
- 王越駐在所（坂出市王越町乃生1752-1）
- 加茂駐在所（坂出市加茂町556番地12）
- 林田駐在所（坂出市林田町671番地6）
- 川津駐在所（坂出市川津町2945番地1）
- 与島駐在所（坂出市与島町61番地）

## 主な未解決事件
- 坂出女性社長殺人事件[2]